# Saint Petersburg (Florida)
Saint Petersburg és una ciutat del Comtat de Pinellas a l'estat de Florida, Estats Units d'Amèrica. Segons el cens de l'any 2006 la població de St. Petersburg era de 248.098 habitants amb una densitat de 719,5 per quilòmetre quadrat. L'actual alcalde de la ciutat és Rick Baker. S'hi pot trobar el Salvador Dalí Museum, una de les principals atraccions de la ciutat, que tracta sobre el pintor català Salvador Dalí.